# Hard Skool (EP)
Hard Skool è un EP del gruppo musicale statunitense Guns N' Roses, pubblicato il 25 febbraio 2022 dalla Geffen Records e Universal Music Group. Contiene i singoli Absurd (sia la versione in studio che la versione dal vivo) e Hard Skool. Sono inoltre presenti i singoli Don't Cry, You're Crazy e Shadow of Your Love. Questi ultimi tre brani sono pubblicati solo nella versione dal vivo.

## Tracce
| N°             | Titolo                | Autore(i)                                                                           | Durata |
| -------------- | --------------------- | ----------------------------------------------------------------------------------- | ------ |
| 1.             | "Hard Skool"          | Axl Rose, Slash, Duff McKagan, Robin Finck, Josh Freese, Tommy Stinson, Paul Tobias | 3:41   |
| 2.             | "Absurd"              | Rose, Dizzy Reed, Slash, McKagan                                                    | 3:23   |
| 3.             | "Don't Cry" (live)    | Rose, Izzy Stradlin                                                                 | 4:24   |
| 4.             | "You're Crazy" (live) | Guns N' Roses                                                                       | 4:24   |
| Durata totale: | Durata totale:        | Durata totale:                                                                      | 15:52  |

| N° | Titolo          | Autore(i)                                            | Durata |
| -- | --------------- | ---------------------------------------------------- | ------ |
| 1. | "Hard Skool"    | Rose, Slash, McKagan, Finck, Freese, Stinson, Tobias | 3:41   |
| 2. | "Absurd" (live) | Rose, Reed, Slash, McKagan                           | 3:40   |

| N° | Titolo                       | Autore(i)                                            | Durata |
| -- | ---------------------------- | ---------------------------------------------------- | ------ |
| 1. | "Hard Skool"                 | Rose, Slash, McKagan, Finck, Freese, Stinson, Tobias | 3:41   |
| 2. | "Absurd" (live)              | Rose, Reed, Slash, McKagan                           | 3:40   |
| 3. | "Shadow of Your Love" (Live) | Rose, Stradlin, Tobias                               | 2:55   |